# LGBT práva v Mosambiku

Duhová mapa Mosambiku

Stejnopohlavní sexuální styk je v Mosambiku legální podle nového trestního zákona, který se stal účinným v červnu 2015. Diskriminace jiných sexuálních orientací v zaměstnání je zakázaná od r. 2007.

## Zákonnost stejnopohlavní sexuální aktivity
Do přijetí nového trestního zákona byla v Mosambiku zákonnost stejnopohlavní sexuální aktivita dvojznačná. V březnu 2011 deklarovalo zdejší Ministerstvo spravedlnosti v Radě OSN pro lidská práva, že stejnopohlavní styk není trestným činem. Nicméně starý trestní zákoník obsahoval ustanovení o zločinu "proti přírodě". Právní skupina Mezínárodní gay a lesbické asociace došla k závěru, že by toto šlo uplatňovat na mužskou a ženskou homosexuální aktivitu, byť takové případy nejsou známy. Čili se došlo k závěru, že nedochází k žádné státem podsvěcenému pronásledování LGBT menšiny.
V prosinci 2014 podepsal mosambický prezident Armando Guebuza nový trestní zákoník, který neobsahoval žádná ustanovení, jež by se dala uplatňovat na stejnopohlavní sexuální aktivitu. 31. prosince 2014 byl nový zákon publikován ve Sbírce zákonů Mosambické republiky a o 180 dní nabyl účinnosti, tj. 30. červen 2015.

## Stejnopohlavní soužití
Mosambik neposkytuje stejnopohlavním svakům žádnou právní ochranu. Od r. 2006 se zde běžně konají veřejné manifestace za anglosaské manželství a stejnopohlavní manželství.

## Ochrana před diskriminací
Spolu s většinou bývalých portugalských kolonií patří i Mosambik mezi nejliberálnější africké země ve vztahu k právům LGBT. Byť je podpora těchto práv na vládná úrovni slabá, je zde společenské klima v této oblasti reportováno jako relativně pozitivní. Od r. 2007 chrání Mosambik jako jedna z mála afrických zemí gaye, lesby a bisexuály před diskriminací. Tomu předcházely četné protesty za přijetí takové legislativy.
Článek 4 zákona č. 23/2007 Sb.; zákoníku práce obsahuje o ustanovení o zákazu diskriminace jiných sexuálních orientací, ras a HIV/AIDS statusu. Článek 5 garantuje všem zaměstnancům právo na soukromí, čímž se myslí soukromý, osobní a rodinný život, osobní a sexuální vztahy, zdravotní stav, politické a náboženské přesvědčení. Článek 108 říká, že všichni zaměstnanci, tuzemci i cizozemci, bez ohledu na pohlaví, sexuální orientaci apod. mají právo na důstojnou a zdejším ekonomickým podmínkám odpovídající mzdu, jakož i rovné benefity za stejně kvalitně odvedenou práci.

## Veřejné mínění
V září 2013 se konal ve městech Maputo, Beire a Nampula výzkum na otázku instucionalizace stejnopohlavního soužití a rodičovství gayů a leseb:
|                                                     | Maputo | Beira | Nampula |
| --------------------------------------------------- | ------ | ----- | ------- |
| Stejná práva pro homosexuální a heterosexuální páry | 42.7%  | 32.0% | 47.2%   |
| Stejnopohlavní manželství                           | 37.0%  | 17.9% | 28.2%   |
| Homoparentální osvojení                             | 49.5%  | 40.2% | 44.9%   |

Podle Afrobarometru 2016 by 56 % Mosambičanů nevadilo, nebo by dokonce uvítali, kdyby jejich soused byl homosexuální orientace. Mosambik se tak stal jednou z čtyř afrických zemí, kde se nadpoloviční většina zkoumaných vyjádřila pozitivně. (zbývajícími třemi jsou Pobřeží slonoviny (74 %), Jižní Afrika (67 %) a Namibie (55 %)).

## Životní podmínkou
Homofobní a transfobní násilí a zločiny z nenávisti jsou v Mosambiku v porovnání s ostatními africkými zeměmi raritní. I tak ale není diskriminace sexuálních menšin považovaná ve zdejší společnosti za úplné tabu.
Výraznou osobností podporující LGBT práva v Mosambiku i celé Africe je bývalý prezident Joaquim Chissano, který veřejně vyzýval vůdce ostatních zemí ke zrušení záknů odporujících LGBT právům.
Lambda, místní LGBT skupina, požádala v r. 2008 o status nevládní organizace. Tento proces běžně trvá šest týdnů. V r. 2010 po dvouletém přehlížení ze strany Ministerstva spravedlnosti, se skupina obrátila na OSN, konkrétně k Nejvyšší komisi pro lidská práva pro porušování jejich práva shromažďování. Rada pro lidská práva při OSN vyzvala Mosambik k registraci Lambdy v r. 2011. Od ledna 2016 byla tato skupina registrována.

## Souhrnný přehled
| Stejnopohlavní sexuální styk                                                            | (2015) |
| Stejný věk legální způsobilosti k pohlavnímu styku pro obě orientace                    | (2015) |
| Anti-diskriminační zákony v zaměstnání                                                  | (2007) |
| Anti-diskriminační zákony v přístupu ke zboží a službám                                 | No     |
| Anti-diskriminační zákony v ostatních oblastech (homofobní urážky, zločiny z nenávisti) | No     |
| Stejnopohlavní manželství                                                               | No     |
| Jiná forma stejnopohlavního soužití                                                     | No     |
| Adopce dítěte partnera                                                                  | No     |
| Společná adopce dětí stejnopohlavními páry                                              | No     |
| LGBT osoby smějí otevřeně sloužit v armádě                                              | No     |
| Možnost změny pohlaví                                                                   |        |
| Přístup k umělému oplodnění pro lesbické ženy                                           | No     |
| Náhradní mateřství pro gay páry                                                         | No     |
| MSM smějí darovat krev                                                                  | No     |